# Ärten (Äppelbo socken, Dalarna)
Ärten är en sjö i Vansbro kommun i Dalarna och ingår i Göta älvs huvudavrinningsområde. Sjön har en area på 0,377 kvadratkilometer och ligger 329,3 meter över havet. Sjön avvattnas av vattendraget Ärtån.

## Delavrinningsområde
Ärten ingår i det delavrinningsområde (668561-140319) som SMHI kallar för Utloppet av Ärten. Medelhöjden är 381 meter över havet och ytan är 10,43 kvadratkilometer. Det finns ett avrinningsområde uppströms, och räknas det in blir den ackumulerade arean 21,33 kvadratkilometer. Ärtån som avvattnar avrinningsområdet har biflödesordning 4, vilket innebär att vattnet flödar genom totalt 4 vattendrag innan det når havet efter 430 kilometer. Avrinningsområdet består mestadels av skog (75 procent). Avrinningsområdet har 0,38 kvadratkilometer vattenytor vilket ger det en sjöprocent på 3,6 procent.